# Zain Bhikha

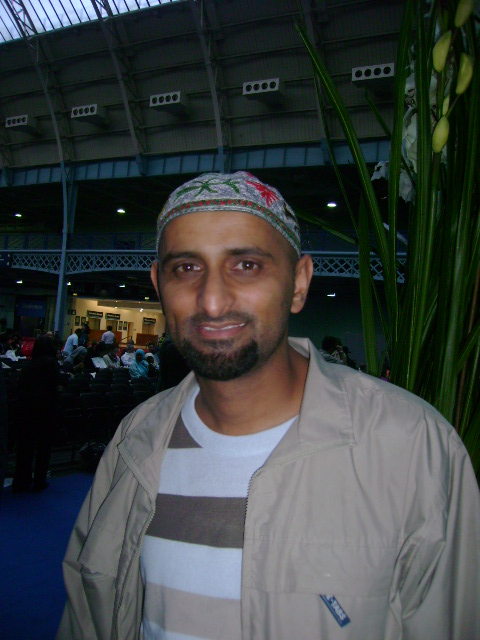
Zain Bhikha, 2008

Zain Bhikha (* 9. August 1974) ist ein südafrikanischer Sänger und Songwriter.
Bekannt wurde Zain Bhikha hauptsächlich durch Titel der Kategorien Islamischer Gesang und Naschid. Mehrere Alben wurden in Zusammenarbeit mit bekannten Künstlern wie Yusuf Islam und Dawud Wharnsby Ali Tied aufgenommen.
Hauptsächlich arbeitet Zain Bhikha mit einem Schlagzeuger und mehreren Backup-Sängern, die auch schon durch die Musik des Disney-Films Der König der Löwen Bekanntheit erlangten.
Bhikas Texte handeln fast ausschließlich von islamischen Themen. In seinen Stücken werden, wie für Naschids üblich, nur die Stimme und das Schlagzeug verwendet.